# ایلشوانگ
ایلشوانگ (به آلمانی: Illschwang) یک شهر در آلمان است که در امبرگ-سولزباخ واقع شده‌است. ایلشوانگ ۲٬۰۶۷ نفر جمعیت دارد.